# Ekkehard Mühlenberg
Ekkehard Mühlenberg (* 29. Juli 1938 in Friedrichshafen) ist ein deutscher evangelischer Theologe und Kirchenhistoriker.
Ekkehard Mühlenberg wurde 1963 bei Wolfhart Pannenberg an der Universität Mainz promoviert. Das Thema der Dissertation wurde von Hermann Langerbeck angeregt. In seiner Dissertation vertrat Mühlenberg die These, dass Gregor von Nyssa als erster die Formulierung „Gott ist unendlich“ gedacht und ausgearbeitet habe. Der Promotion folgte ein 18-monatiger Forschungsaufenthalt am Centre national de la recherche scientifique. Nach der Habilitation im Fach Kirchengeschichte wurde er 1968 Professor an der School of Theology der Claremont Graduate University. Von 1978 bis zu seiner Emeritierung 2006 lehrte er Kirchengeschichte an der Universität Göttingen.
Sein Forschungsschwerpunkt liegt im Bereich der Alten Kirche, insbesondere in Patristischer Theologie. Mühlenberg ist seit 1984 ordentliches Mitglied der Akademie der Wissenschaften zu Göttingen. Er ist der einzige Kirchengeschichtler im Kreis der Pannenbergschüler.

## Schriften
- Gott in der Geschichte. Ausgewählte Aufsätze zur Kirchengeschichte. herausgegeben von Ute Mennecke und Stefanie Frost, Berlin 2008, ISBN 978-3-11-020553-4.
- Altchristliche Lebensführung zwischen Bibel und Tugendlehre. Ethik bei den griechischen Philosophen und den frühen Christen. Göttingen 2006, ISBN 3-525-82544-7.
- Epochen der Kirchengeschichte. 3. aktualisierte Auflage, Wiesbaden 1999, ISBN 3-8252-1046-4.
- Die Unendlichkeit Gottes bei Gregor von Nyssa. Gregors Kritik am Gottesbegriff der klassischen Metaphysik. Göttingen 1966.